# Coșeriu
Coșeriu település Romániában, Beszterce-Naszód megyében.

## Fekvése
Mezőújlak mellett fekvő település.

## Története
Coșeriu korábban Mezőújlak része volt. 1956-ban vált külön településsé 178 lakossal.
1966-ban 226 lakosából 222 román, 4 magyar volt. 1977-ben 186, 1992-ben 99, a 2002-es népszámláláskor pedig 92 román lakosa volt.